# Novatek
Novatek (en russe : НОВАТЭК) est une entreprise russe de production de gaz naturel . La société fait partie de l'indice RTS. Fondée en 1994, elle a porté le nom de Novafininvest jusqu'en 2003. Ses actionnaires principaux sont Volga Ressources de Guennadi Timtchenko et le groupe pétrolier français TotalEnergies, qui détient en 2018 environ 19 % du capital de Novatek. En 2022, le chiffre d'affaires de la société s'élève à 8,2 milliards d'euros.

## Association avec TotalEnergies

### Péninsule de Gydan
En mai 2018, le groupe pétrolier français TotalEnergies annonce vouloir acquérir (avant le 31 mars 2019) 10 % des parts du projet géant de Novatek Arctic GNL 2, visant l'exploitation de gaz naturel liquéfié (GNL) sur la péninsule de Gydan, dans le Nord de la Sibérie (projet de 2,5 milliards de dollars selon Novatek, qui veut conserver 60 % du projet). Un protocole d'accord est signé en Russie en présence de Vladimir Poutine et d'Emmanuel Macron, mais TotalEnergies se dit prêt à monter jusqu'à 15 % et le protocole prévoit que TotalEnergies pourra acquérir 10 à 15 % de tous les futurs projets de GNL Novatek concernant la péninsule de Yamal et la péninsule de Gydan. Si l'on tient compte du fait que TotalEnergies est en partie propriétaire de Novatek, sa participation financière dans ce projet s'élèverait à environ 21,5 % .

### Yamal LNG
TotalEnergies et Novatek, sont déjà associés sur un autre projet, Yamal LNG, qui produit du gaz depuis décembre 2017 à une trentaine de kilomètres du site d'Arctic GNL 2 : le Théâtre Mariinsky de Saint-Pétersbourg doit sa renaissance au soutien financier du président-directeur général de Total Christophe de Margerie. Valery Gergiev le fait entrer au conseil d'administration et le met en contact, dans le cadre de l'amitié culturelle franco-russe, avec son ami Vladimir Poutine. L'objectif de Christophe de Margerie est l'obtention du contrat avec la société Novatek pour l'exploitation des gisements de gaz de la péninsule de Yamal. Le contrat est signé en 2011 avec Guennadi Timtchenko et Leonid Mikhelson, les principaux actionnaires de Novatek. Après la mort de Christophe de Margerie, le chantier de Yamal est réalisé par Total entre 2014 et 2017. Le navire méthanier qui transportera le gaz naturel liquéfié vers l'Europe est baptisé par Vladimir Poutine Christophe de Margerie,.

### Artic GNL 2
Le projet Arctic GNL 2 de Novatek a bouclé son financement fin novembre 2021 grâce à une levée de dette de 9,5 milliards d'euros, dont 4,5 milliards par des banques russes, 2,5 milliards par des banques chinoises et 2,5 milliards par des banques japonaises, italiennes et allemandes. Aucune banque française n'est directement impliquée, et la banque publique Bpifrance n'a pas apporté de garantie-export au projet. L'autre moitié des dépenses est destinée à être financée sur les fonds propres des partenaires du projet : le russe Novatek (60 %), TotalEnergies (10 %), les Chinois CNPC et CNOOC (10 % chacun) ou encore les Japonais Mitsui et JOGMEC (10 %). Ce projet de 19 milliards d'euros prévoit la construction de trois unités de liquéfaction du gaz sibérien, qui pourront produire jusqu'à 19 millions de tonnes de GNL par an à partir de 2023. Il est particulièrement contesté par les défenseurs de l'environnement parce qu'il participe au réchauffement climatique dans une région fragile, l'Arctique, qui se réchauffe déjà trois fois plus vite que le reste de la planète.

### Terneftegaz
Jusqu'au 26 août 2022, l’entreprise Terneftegaz était détenue à 49 % par TotalEnergies et à 51 % par Novatek. TotalEnergies a annoncé ce jour-là s'être accordé avec le groupe russe pour lui céder sa part de la société (49%), au vu de ses agissements en Ukraine (lire ci-dessous).  Logiquement, c'est donc Novatek qui détient désormais la totalité de la société exploitant le gisement de gaz de Termokarstovoïe, en Sibérie. Ce gisement produit des condensats de gaz, un hydrocarbure liquide transformé en kérosène. Ce kérosène alimente deux bases aériennes militaires russes (Morozovskaïa et Malchevo). Les escadrons de ces bases sont accusés par Amnesty International et Human Rights Watch d’avoir ciblé des populations civiles ukrainiennes, en particulier lors du bombardement du théâtre de Marioupol le 16 mars 2022, ce qui constitue un « crime de guerre avéré » selon Amnesty International.

### Guerre en Ukraine et retrait de TotalEnergies
En décembre 2022, TotalEnergies annonce se retirer du groupe Novatek, entrainant une dépréciation d'actifs de 3,7 milliards d'euros,.